# Брайтшайд (Хунсрюк)
Брайтшайд (нем. Breitscheid) — община в Германии, в земле Рейнланд-Пфальц.
Входит в состав района Майнц-Бинген. Подчиняется управлению Райн-Наэ. Население составляет 126 человек (на 31 декабря 2010 года). Занимает площадь 5,29 км².